# Typologia Sheldona

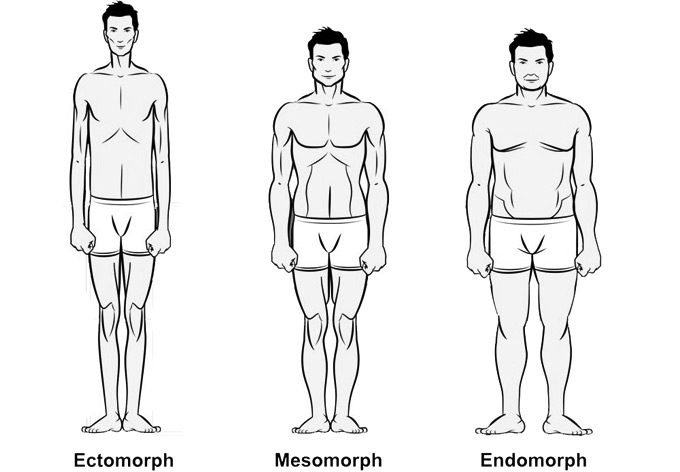
Typologia Sheldona – rodzaje budowy ciała

Typologia Sheldona – teoria ogłoszona w 1940 roku przez amerykańskiego psychologa Williama Sheldona.  William Sheldon na podstawie 4000 fotografii studentów i konstytucjonalnej teorii temperamentu wywnioskował, że istnieją 3 główne typy budowy ciała człowieka.
Osoby badane, po dokonaniu pomiarów odpowiednich proporcji w ich budowie ciała są oceniane na trzech wymiarach w skali od 1 do 7, a następnie na podstawie uzyskanych wyników przypisywane do odpowiedniego typu. Wyniki badania przedstawia się w postaci trzycyfrowej, gdzie każda cyfra odpowiada natężeniu danego wymiaru u osoby badanej.
Skalą analogiczną dla skali wg Sheldona jest skala wg Kretschmera. Skala wg Sheldona znalazła praktyczne zastosowanie m.in. w badaniach naukowych oraz w kulturystyce.

## Somatotypy w typologii Sheldona
Są one analogiczne do skal wyodrębnionych przez Kretschmera:
- skrajna ektomorfia – 1-1-7 – typ leptosomiczny (astenik)[6]; jest to osoba wysoka, smukła
- skrajna mezomorfia – 1-7-1 – typ atletyczny[6]; jest to osoba postawna, umięśniona
- skrajna endomorfia – 7-1-1 – typ pykniczny[7]; jest to osoba niska, krępa.

Powyższe 3 typy cechują się skrajnie wysokim natężeniem jednego typu, większość ludzi należy jednak do typów mieszanych.
Teoretycznie istnieją 343 (=7³) możliwe typy budowy ciała, jednak w praktyce większość ludzi można przydzielić do około 80 z nich.